# Cípsela (Arcàdia)
Cípsela (en grec antic Κύψελα, llatí: Cypsela) fou una fortalesa del districte de Parràsia, a l'Arcàdia.
Es diu que la va bastir Cípsel, i era al nord-oest de Megalòpolis. Ocupat el districte per la ciutat estat de Mantinea a la segona meitat del segle v aC, els mantineus hi varen establir una guarnició, però els en feren fora els espartans, fins llavors aliats de Mantinea, que van restablir la independència de Parràsia el 421 aC. Es desconeix la seva situació exacta.